# Ullastre
|  | Aquest article tracta sobre el vegetal. Vegeu-ne altres significats a «Ullastre (Sant Climent Sescebes)». |

L'ullastre o olivera borda, (Olea europaea L. var. sylvestris) és un arbre de la família de les oleàcies. És l'olivera en estat silvestre i també s’anomena oliveró, olivó (País Valencià) o reboll o roboll d'olivera al Penedès i revell quan és petit, i especialment, havent crescut poc té la rama molt atapeïda i les fulles petites, dures i aspres. El nom prové del llatí oleastrum, variant de oleaster, que té el mateix significat.

## Característiques
És un arbre de capçada arrodonida i densa que pot assolir 6 m d'alt, però molt sovint està en estat arbustiu. Té fulles perennes d'un verd grisenc per l'anvers, i quasi blanques pel revers, agrupades per parelles a sobre les tiges. Aquestes fulles poden ser molt petites i arrodonides en els rebrots bassals, o lanceolades i fins a 8 cm de llargada a les branques superiors. Les oliveres tenen les fulles més grans i allargades que els ullastres, però la diferència fonamental entre les dues és el fruit (l'oliva). Les branques inferiors en general són espinoses. És una espècie termòfila que resisteix la sequedat i la calor.

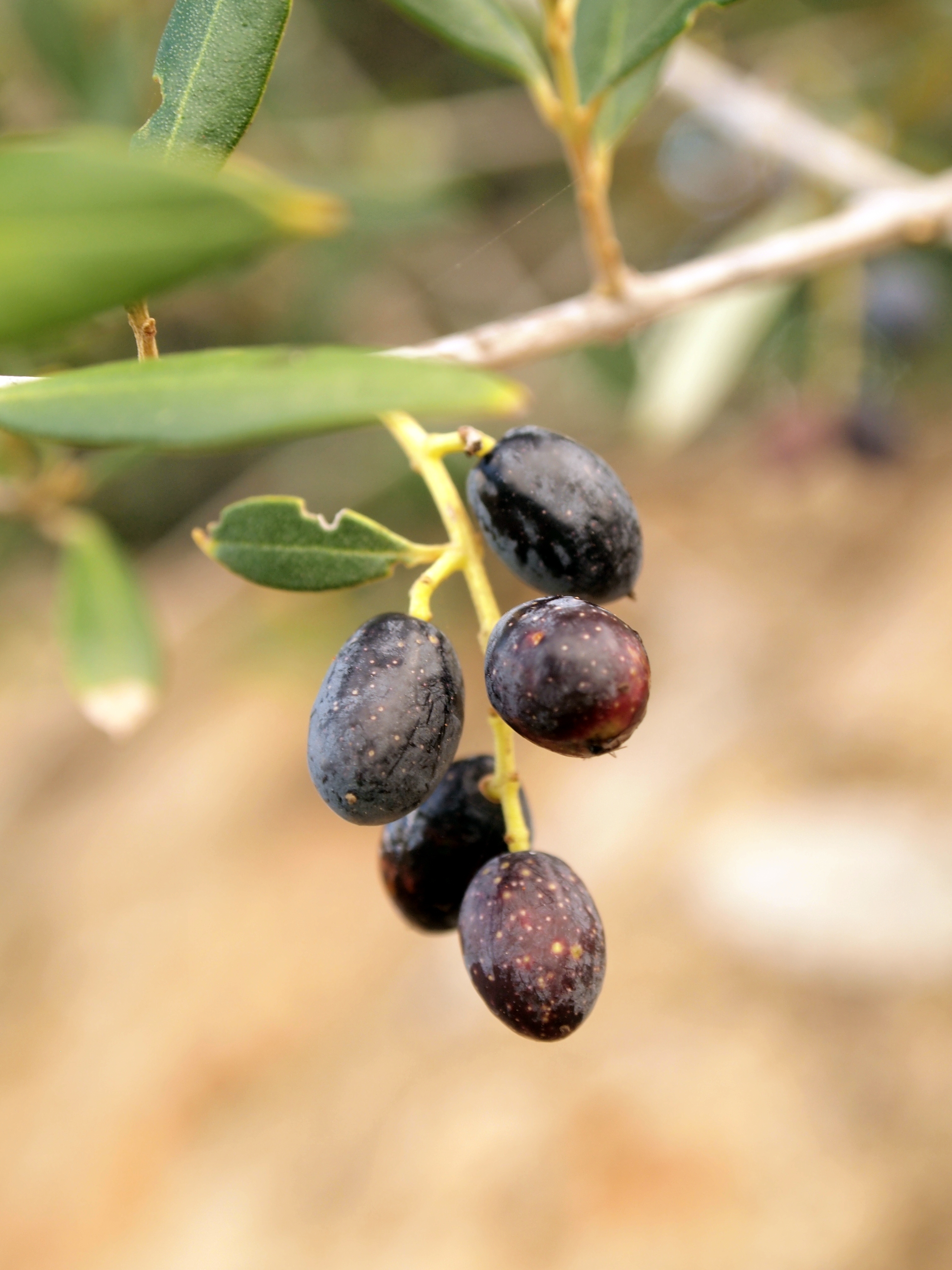
Fruits madurs de l'ullastre

## Flor i fruit
Floreix al final de la primavera i principi de l'estiu. Les flors són blanquinoses i s'agrupen en raïms axil·lars. El fruit, dit olivó, és d'1 a 2 cm de longitud, poc carnós i amb poc oli. És comestible i, quan ha madurat, és de color negre. Les seves llavors són dispersades fonamentalment per aus (estornells i tords majoritàriament). La fructificació es produeix durant els mesos d'estiu (juliol-setembre), arribant el fruit a la seva mida definitiva; la maduració té lloc durant la tardor (octubre-gener). Els fruits comencen a assecar-se a l'inici de la primavera i cauen a terra a partir del mes d'abril.

## Distribució
L'ullastre és present en màquies de l'aliança fitosociològica anomenada Oleo-Ceratonion, és a dir junt amb el garrofer silvestre. A Catalunya és present a les comarques litorals a més del Segrià i el Baix Cinca fins als 500 metres d'altitud. Al País Valencià i les Balears està més estès i es troba fins als 1.000 metres i a totes les illes. La distribució mundial és pel contorn de tot el Mediterrani, normalment prop del litoral.
Entre els seus enemics naturals hom hi troba una sèrie de paràsits que tenen un cicle de vida adaptat a l'ullastre. Els més importants són: la mosca de l'oliva Dacus oleae Gmelin (Diptera: Tephritidae) i l'arna de l'olivera Prays oleae Bern. (Lepidoptera: Yponomeutidae).

## Usos

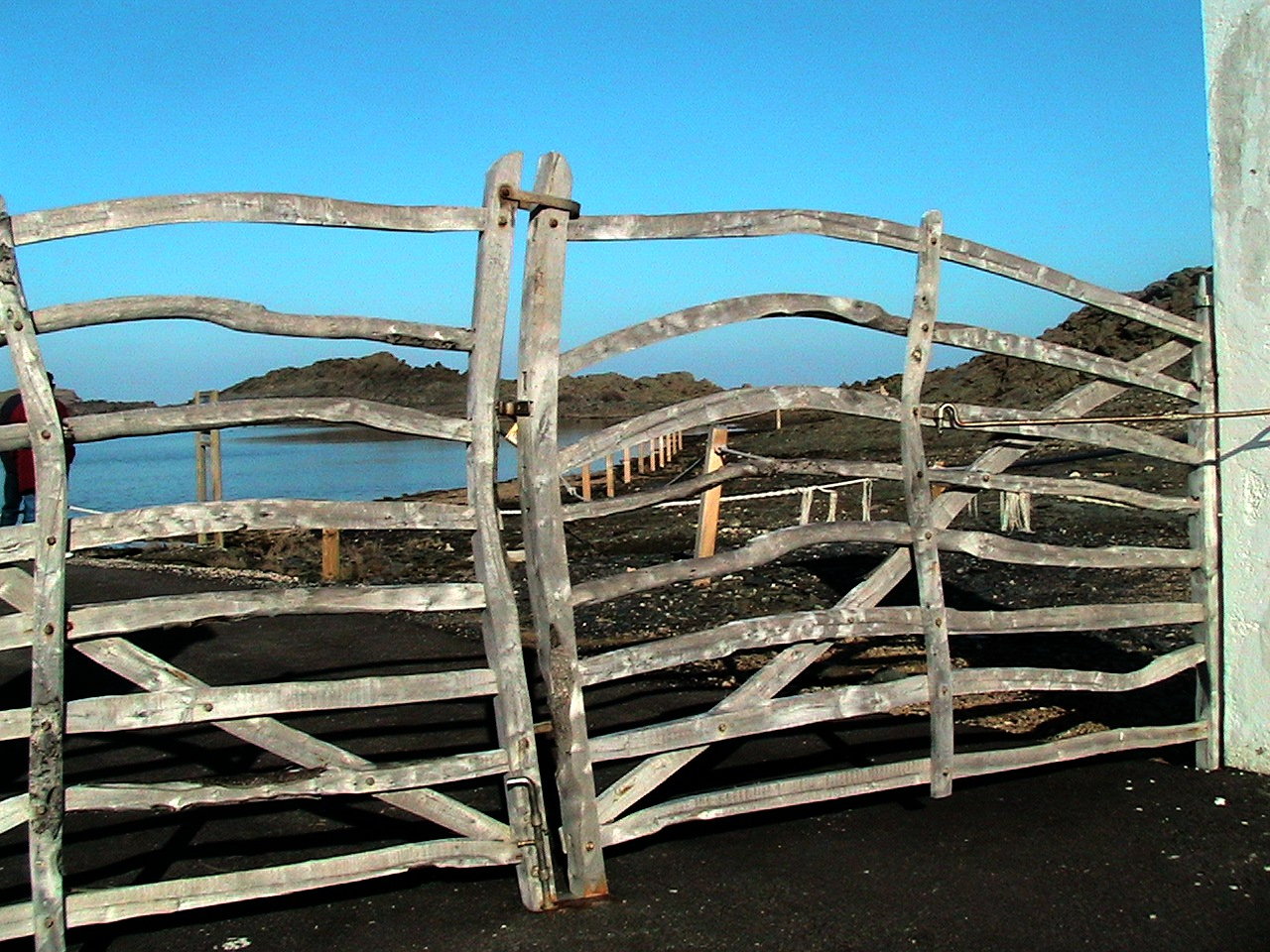
Típica barrera feta amb branques d'ullastre al Cap de Favàritx (Menorca)

Té la fusta molt dura i s'ha emprat per fer barreres, portes, arades, mànecs d'eines, radis de rodes, garrots, formes de sabates, i d'altres. La medicina tradicional atribueix a la infusió de 30 grams de fulles durant quinze minuts propietats per combatre la hipertensió de la sang, el reumatisme, la gota i per provocar l'orina. Així mateix, l'oli que se'n treu és bo per curar ferides, cremades i per evitar el restrenyiment.
En la fraseologia popular es troben locucions com "fer l'ullastre esbrancat" per indicar l'acció de posar-se amb el cap en terra i les cames per amunt. En l'antiguitat els triomfadors dels Jocs Olímpics eren coronats amb branques d'ullastre, equivalent a la medalla d'or actual.
El 2017 es va seqüenciar el genoma d'aquesta varietat d'olivera.